# Muntenii de Jos
Muntenii de Jos  è un comune della Romania di 3 939 abitanti, ubicato nel distretto di Vaslui, nella regione storica della Moldavia. 
Il comune è formato dall'unione di 4 villaggi: Băcăoani, Mînjești, Muntenii de Jos, Secuia.